# 조선민주주의인민공화국-중화인민공화국 관계
이 문서는 조선민주주의인민공화국과 중화인민공화국의 관계에 대한 설명이다.

## 조중 국교의 수립
1949년 중국 대륙에서는 국공 내전이 막바지에 다다르고 중국 국민당이 수세에 몰림에 따라 중화민국은 난징에서 타이베이로 정부를 옮기게 되었다. 이런 상황에서 중국공산당의 주도로 중화인민공화국이 건국되자, 1949년 10월 6일 조선민주주의인민공화국(이하 조선)은 중국 대륙에 새로 세워진 중화인민공화국(이하 중국)을 정식으로 승인하였다.

## 한국 전쟁
1949년 5월경, 북조선은 미군이 가까운 시일 안에 한국에서 철수할 수도 있다고 보나 미군 대신 일본군이 들어올 수도 있음을 염려하고 있었다. 이에, 마오쩌둥은 북조선에 한국이 북침할 경우 반격을 가하도록 조언했고 당과 군, 인민을 사상적으로 무장케 하도록 조언했다. 만약 북조선이 한국을 침공하면 맥아더 장군이 신속히 일본군 부대와 무기를 한국에 투입할 수도 있으나 중국으로서는 당시, 군의 주력이 양쯔강 이남에 배치돼 신속히 대규모 군사지원을 할 수 없는 상태였다. 1950년초에 유리한 국제정세가 이루어질 때에는 북조선의 침공도 가능하다고 중국은 생각하고 있었다. 그때는 일본군이 한반도 침공을 할 경우 중국도 빨리 정예부대를 보내 일본군을 무찌를 수 있기 때문이었다.
1950년 6월 25일 북조선이 대한민국에 대해 남침하여 한국 전쟁이 발발하였다. 전쟁 발발 이후 낙동강 방어선까지 밀리던 대한민국 국군(이하 국군)과 국제 연합군(이하 UN군)은 동년 9월 인천 상륙 작전으로 서울을 비롯 대한민국의 영토를 모두 수복하였으며, 이후 대한민국 3보병사단이 10월 1일 38선을 넘어 북진함으로써 전쟁 영역은 압록강 변경까지 이르렀다. 결국 중국공산당 내부에서 새로이 수립된 정권의 존폐논란이 일었고, 또한 전쟁전 김일성과 마오쩌둥과의 협약에 의거한 조선측의 요구에 따라 중국은 중국인민지원군을 조선에 파견하여 참전하였다. 휴전 이후 중국은 조선의 전후 복구를 도왔다. 마오쩌둥은 베트남과 인도네시아 당대표 및 북조선의 최용건이 참석한 가운데 "아시아 지역 혁명에 대해 논의"에서 대한민국에서 무장 게릴라 봉기를 일으키라고 강요했다.(1965년 3월) 이에 대해서, 북조선의 김일성은 "한국은 해안이 많고, 산이 벌거벗었으며, 교통이 비교적 발달해 있는 데다 미군까지 주둔하고 있다"는 이유를 들어 반대하는 대신 "시간을 들여서 대중 속에 '비공연(非公然) 조직'을 만들어 대중운동을 전개해야한다. 이러한 투쟁이 아니고서는 소모일뿐, 승리는 어렵다"는 의견이었다.

## 국가간 지도층의 왕래
김일성은 생전에 수십차례나 중국을 방문하였으며 중국의 지도자들인 저우언라이, 류샤오치, 덩샤오핑 등도 여러 차례 북조선을 각각 방문하였다. 1990년대 이후에는 장쩌민, 리펑, 양상쿤이 북조선을 방문하였다. 중국 지도부의 단체 방문으로는 중국공산당 중앙위원회 정치국 상무위원이며 서기처 서기이던 후진타오를 단장으로 하고 국무위원 겸 국방부장 지호전을 부단장으로 하는 중국 당 및 정부대표단, 국무위원 겸 국무원비서장 라간을 단장으로 하는 중국친선대표단, 당가선외교부장이 북조선을 연달아 방문하였다. 북조선 측에서는 김일성, 연형묵, 리종옥, 최광, 홍성남, 김윤혁, 김영남, 백남순 등이 중국을 방문하였고, 김정일은 4차례나 방문하였다.
그러나 대한민국과 중국이 1992년 수교를 맺고 가까워지면서 조중 관계에 여러 마찰이 생기고, 조선민주주의인민공화국의 새 지도자 김정은이 집권한 이후 중국공산당 총서기 시진핑은 조선민주주의인민공화국을 방문하지 않고 대한민국을 방문한다.
2018년 3월 26일부터 3월 28일까지 시진핑의 초청으로 김정은이 집권 후 사상 처음으로 중화인민공화국을 방문하였다.

## 경제 관계
중화인민공화국 건국 이후 북조선과 중국 두 나라의 무역은 꾸준히 이루어져 왔다. 특히 한국 전쟁 이후 대한민국과의 무역은 중단되어, 북조선과 중국의 무역은 한반도 북반부에서만 이루어졌다. 1953년 11월 두 나라는 경제문화협조에 관한 협정을 체결하였다. 1961년 7월 11일 두 나라는 "북중 우호, 협조 및 호상원조에 관한 조약"을 체결하였다. 고난의 행군 기간에 중국은 북조선에 구호 물자를 원조하기도 하였으나, 대한민국과 중국이 수교한 이후 경제 관계가 틀어지기도 했다. 2005년 양국의 무역총액은 15.8억 미국 달러로서 14.1% 성장하였다. 그 중 중국 측의 수출은 10.8억 미국 달러이고 수입은 4.99억 미국 달러로서 각각 35.2%와 -14.8%이었다. 중국이 북조선에 수출하는 상품으로서는 주로 원유, 전기기계제품과 생활용품 등이고 수입상품으로서는 주로 강철, 목재, 광석, 수산물 등이다. 2006년 1월부터 10월까지 양국의 무역총액은 이미 13.8억 미국 달러에 이르러 작년 같은 기간에 비해 4.1%로 성장하였다.

## 양국 간의 협정
중화인민공화국과 조선민주주의인민공화국은 군사, 문화, 교육, 과학기술, 체육 등 모든 영역에서 밀접한 관계를 맺고 있다. 양국은 경제 문화 협조에 관한 협정우호, 협조 및 호상원조에 관한 조약, 통상항해협정, 항공운수협정, 영사협정 등 여러 가지 조약과 협정을 체결하였으며 또한 매년 교육, 과학기술, 체육 등 부문의 교류 계획을 체결하고 있다. 중국은 북조선 함경북도 청진시에, 북조선은 중국 랴오닝성 선양시, 그리고 홍콩에 각각 총영사관을 두고 있다. 중국 랴오닝성은 북조선의 평안북도, 헤이룽장성은 함경북도, 장쑤성은 강원도, 상하이 시는 함경남도 함흥시와 친선 관계를 맺기도 하였다.
김정은 북한 노동당 위원장이 지난 25일부터 나흘간 중국을 비공식 방문했다고 중국과 북한이2018년3월28일 관영매체들을 통해 발표했다. 북한 조선중앙통신, 중국 중앙(CC)TV와 신화통신 등에 따르면 김 위원장은 부인 리설주와 함께 특별열차 편으로 26일 중국 베이징(北京)에 도착했다. 중국은 김 위원장의 첫 방문을 대대적으로 환영했다. 왕후닝(王호<삼수변+扈>寧) 중국공산당 정치국 상무위원, 딩쉐샹(丁薛祥) 중국공산당 중앙판공청 주임, 쑹타오(宋濤) 중국공산당 대외연락부장, 리진쥔(李進軍) 북한 주재 중국대사 등이 베이징역에서 김 위원장 일행을 영접했다. 김 위원장과 시 총비서의 첫 정상회담에서는 한반도 문제가 주요 의제로 올랐다. 아울러 두 정상은 냉랭해진 북중 관계를 복원하자는 취지의 다짐을 하며 화해의 손을 내밀기도 했다. 다만 중국 매체들은 한반도 비핵화 논의에 관한 두 정상의 발언을 상세히 전한 반면, 북한 매체는 북중 정상회담 자체와 북중 간 전통적 우호관계에만 집중하는 차이를 보였다.

## 정무

### 북조선 주재 중화인민공화국 대사
조선민주주의인민공화국 평양직할시 소재
1. 니지량 (1950.08-1952.03)
2. 판지리 (1955.01-1956.02)
3. 차오샤오광 (1956.04-1961.07)
4. 하오더칭 (1961.08-1965.11)
5. 자오루오위 (1965.12-1970.03)
6. 리운촨 (1970.03-1976.06)
7. 루지셴 (1976.09-1982.02)
8. 종커원 (1982.08-1987.08)
9. 원여찬 (1987.10-1990.05)
10. 정이 (1990.06-1993.09)
11. 차오종화이 (1993.09-1997.03)
12. 완용샹 (1997.04-2000.03)
13. 왕궈장 (2000.04-2001.12)
14. 우둥허 (2001.12-2006.08)
15. 류샤오밍 (2006.09-2010.02)
16. 류훙차이 (2010.03-2015.03)
17. 리진쥔 (2015.03~2021.12.22 )
18. 왕야쥔 (2023.04.3~)

### 중화인민공화국 주재 조선민주주의인민공화국 대사
중화인민공화국 베이징시 소재
1. 리주연 (1949.12-1951.11)
2. 권오직 (-1953.6)
3. 최일
4. 리영호
5. 한익수
6. 박세창
7. 현준극
8. 전명수
9. 신인하
10. 주창준
11. 최진수
12. 최병관
13. 지재룡
14. 리룡남 (2021.02.19~)

## 같이 보기
- 주조 중국 대사관
  - 주청진 중국 총영사관
- 주중국 조선민주주의인민공화국 대사관